# 珍珠红
珍珠红是广东梅州出产的一系列黄酒，又称“珍珠红酒”，是一種客家娘酒。兴宁黄酒的酿酒技艺已流传六百余年，当地一般民众自酿黄酒，色如玛瑙的“珍珠红”酒在民众中流行。1950年代初，当局组织兴宁全城镇约20间酒坊集资合股，成立了“城镇酒业联合社”生产米酒，后更名为“城西酒厂”，1956年開始批量生产民间的“珍珠红”酒。2006年，“珍珠红”商标被商务部认定为首批“中华老字号”。